# Purperrode franjehoed
De purperrode franjehoed (Psathyrella bipellis, synoniem: Psathyrella barlae) is een schimmel behorend tot de familie Psathyrellaceae. Hij leeft saprotroof op humeuze grond, soms op houtsnippers, in parken, tuinen en loofbossen op voedselrijke, humeuze, zandige of kleiïge bodem.

## Kenmerken
Hoed
De hoed heeft een diameter van 1 tot 6 cm. De kleur is paarsbruin, tot kastanjebruin en soms geelachtig bruin. Hij is klokvormig en wordt later vlakker. De hoedrand is gestreept. Jonge exemplaren dragen radiale witte sluiervezels of vlokken, bijzonder dicht aan de rand.
Lamellen
De lamellen zijn adnate aangehecht.
Steel
De steel is 4 tot 8 cm lang en 2 tot 5 mm dik. De kleur is witachtig, soms met een paarse tint. Verder is hij cilindrisch, hol, meestal gebogen.
Sporenprint
De sporenprint is roodbruin van kleur.

## Microscopische kenmerken
De sporen zijn glad en meten 11-16,5 × 6,5-8,5 µm. Er zijn twee verschillende vormen van cheilocystidia. De grootste vorm heeft de afmeting 35-80 × 8-24 µm.

## Verspreiding
In Nederland komt de purperrode franjehoed matig algemeen voor. Hij staat niet op de rode lijst en is niet bedreigd.